# Lorne Greene
Lorne Hyman Greene (nacido Lyon Himan Green; Ottawa, Canadá, 12 de febrero de 1915 - Santa Mónica (California), Estados Unidos, 11 de septiembre de 1987) más conocido como Lorne Greene, fue un actor canadiense, famoso por su trabajo como protagonista en las series Bonanza y Battlestar Galactica.

## Vida y carrera
Greene nació en Ottawa, Ontario, hijo de los inmigrantes ruso judíos Daniel y Dora Green. Era llamado "Chaim" por su madre, y su nombre figura como "Hyman" en los reportes escolares. En su biografía, su hija Linda Greene Bennett informa que se desconoce el momento en que comenzó a usar el "Lorne", y tampoco se sabe cuándo añadió la "e" al apellido Green. [1]
Lorne Greene comenzó a actuar mientras asistía a la Universidad de Queen en Kingston, donde también adquirió el arte de la locución con el Radio Workshop del gremio dramático universitario y con la estación radial del campus, la CFRC.
Siguió la carrera de ingeniería química, pero antes de graduarse consiguió trabajo como locutor radial para la Canadian Broadcasting Corporation (CBC). Fue asignado como principal lector de noticias en la CBC National News. En la CBC recibió el sobrenombre de "The Voice of Canada" (La Voz de Canadá); sin embargo, su cometido a la hora de difundir angustiosas noticias de guerra en fuertes tonos cuando Canadá entró en la Segunda Guerra Mundial en 1939 hizo que la mayoría de los oyentes pasaran a llamarlo "The Voice of Doom" (La Voz del Fin). Durante sus días de radio, Greene inventó un reloj cronómetro que corría hacia atrás. Su propósito era ayudar a los anunciantes de radio para calcular cuánto tiempo disponible tenían para hablar. También narró documentales, como el de la National Film Board of Canada Fighting Norway (1943). En 1957 interpretó al fiscal de distrito en la socialmente controvertida película Peyton Place.
Su primer papel en la televisión estadounidense fue el de Ben Cartwright, el leal patriarca de la familia de la larga serie western Bonanza (1959–1973), que hizo de Greene un apellido muy conocido. También tuvo el papel de O'Brien en la producción de la CBS Nineteen Eighty-Four.
En 1973, después del final de Bonanza tras 14 años de emisión, Greene participó junto a Ben Murphy en el drama criminal de la ABC Griff, sobre un policía de Los Ángeles, California, llamado Wade "Griff" Griffin, que una vez retirado llegó a ser detective privado. Cuando la serie fracasó al obtener poca audiencia, fue cancelada en el tercer episodio, por lo que Greene se dedicó a los documentales sobre naturaleza en las series Last of the Wild desde 1974 a 1975[2], y desempeñó un papel destacado en la taquillera película Terremoto. En la miniserie Raíces de 1977, interpretó al primer amo de Kunta Kinte, John Reynolds. 
El siguiente papel conocido de Greene fue otra figura patriarcal, el comandante Adama de las series televisivas Battlestar Galactica (1978–1979) y Galactica 1980 (1980). El encasillamiento de Greene en papeles de padre sabio continuó con la serie de corta vida de 1981 Code Red, donde era un jefe de bomberos que dirige como subordinados incluso a sus hijos. Greene también hizo una aparición con Michael Landon en un episodio de Highway to Heaven.

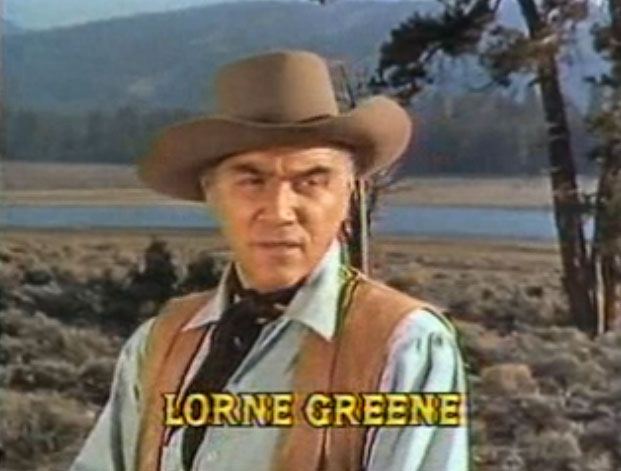
Lorne Greene en Bonanza

En los años 1960, Greene capitalizó su imagen de Pa Cartwright en muchos álbumes de música y canciones country-western/folk, en las cuales desempeñó una mezcla de orador y cantante. En 1964, tuvo un número uno en los charts musicales con su balada "Ringo". En los años 1980 volcó sus energías en la vida salvaje y el medio ambiente. Fue el anfitrión y narrador de la serie Lorne Greene's New Wilderness, programa que promovía la concienciación sobre el medio ambiente. Durante casi una década, Greene copresentó el Macy's Thanksgiving Day Parade de la NBC. Es también profundamente recordado como fundador de la Toronto's Academy of Radio Arts (originalmente llamada Lorne Greene School of Broadcasting).
Greene falleció a la edad de 72 años por complicaciones de una neumonía en Santa Mónica, California. Fue enterrado en el cementerio Hillside Memorial Park en Culver City. Unas semanas antes de su muerte había sido asignado para aparecer en un revival de Bonanza.

## Vida personal
Greene se casó dos veces, primero con Rita Hands de Toronto (1938–1960, divorciado). Tuvieron dos hijos mellizos nacidos en 1945, Belinda Susan Bennet (nacida Greene) y Charles Greene.
Su segunda esposa fue Nancy Deale (1961–1987, hasta la muerte de Greene), con quien tuvo una hija, Gillian Dania Greene, nacida el 6 de enero de 1968 en Los Ángeles, California. En 1993 Gillian se casó con el actor/director/productor Sam Raimi; tienen cinco hijos.

## Tributos
Fue hecho Oficial de la Order of Canada el 28 de octubre de 1969, "Por los Servicios desempeñados para el Arte y la comunidad."[3] Fue premiado como Doctor de Leyes honorario por la Queen's University, en 1971.[4] Obtuvo una estrella en el Hollywood Walk of Fame (Paseo de la Fama), en el 1559 N. Vine Street.
En mayo de 2006, Greene llegó a ser el primero de los cuatro artistas en ser honrado por el Correo Canadiense para plasmar su imagen en una estampilla.
- Forlorn Green [5], álbum del trompetista Greg Kelley y del manipulador de tape loop Jason Lescalleet, es un indirecto tributo al actor: El título del álbum es un juego de palabras "For Lorne Green", los cuatro temas son cada uno llamados según una película distinta de Greene, y el disco es dedicado al mejor de todos Ben Cartwright. En la serie Angel, creada por Joss Whedon, hay un personaje recurrente llamado Lorne, el cual es un demonio cuya piel es verde (green), en honor a Greene. En febrero de 1985, Greene fue el Krewe of Bacchus Rey del Mardi Gras.[6]

## Filmografía
- War Clouds in the Pacific (1941) (Nubes de guerra en el Pacífico) — narrador.
- Othello (1953) (TV) — Otelo.
- The Philip Morris Playhouse (episodio "Journey to Nowhere", 1953) — Joe.
- Omnibus (un episodio, 1953) — Ed Bailey.
- Danger (episodio "Experiment with Deat", 1954) — Forastero.
- The Silver Chalice (1954) (El cáliz de plata) — San Pedro.
- You Are There (tres episodios, 1954-1955) — Ludwig van Beethoven, William Pitt, Charles Stewart Parnell
- Tight Spot (1955) — Benjamin Costain
- Climax! (episodio "Private Worlds", 1955) — Dr. Charles Saunders
- The Elgin Hour (episodio "Driftwood", 1955) — Vernon Dyall
- Studio 57 (episodio "Death Dream", 1955) — Gentry Morton
- Alfred Hitchcock Presents (episodio "Help Wanted", 1956) — Mr. X
- Autumn Leaves (1956) — Mr. Hanson
- The Alcoa Hour (episodio "Key Largo", 1956) — Sheriff Gash
- Armstrong Circle Theatre (episodio "Flare-Up", 1956) — Angelo
- The United States Steel Hour (episodio "Survival", 1956) — Dallas
- Sailor of Fortune (26 episodios, 1955-1956) — Capitán Grant 'Mitch' Mitchell
- 'Producers' Showcase (tres episodios, 1955-1957) — Julio César, Gorgas
- Kraft Television Theatre (episodio "The Medallion", 1957) — Coronel Matthews
- Playhouse 90 (episodio "The Edge of Innocence", 1957) — Lowell Williams
- Studio One (cinco episodios, 1953-1957)
- Peyton Place (1957) — Fiscal de distrito
- The Hard Man (1957) — Rice Martin
- The Gift of Love (1958) — Grant Allan
- Suspicion (episodio "Return from Darkness", 1958)
- Shirley Temple's Storybook (episodio "The Little Lame Prince", 1958) — Rey Bertrand
- The Last of the Fast Guns (1958) — Michael O'Reilly
- The Buccaneer (1958) — Mercier
- The Trap (1959) — Davis
- Bonanza (421 episodios, 1959-1973) — Ben Cartwright
- The Third Man (episodio "The Hollywood Incident", 1959)
- The Gale Storm Show (episodio "Jailmates", 1959) — Alguacil Barnaby
- Mike Hammer (dos episodios, 1959) — Carl Kunard, Emmett Gates
- Bronco (episodio "Prairie Skipper", 1959) — Capitán Amos Carr
- Wagon Train (episodio "The Vivian Carter Story", 1959) - Christopher Webb
- Cheyenne (dos episodios, 1960) — Coronel Bell
- Destiny of a Spy (1969) — Peter Vanin
- Swing Out, Sweet Land (1970) — George Washington
- The Harness (1971) — Peter Randall
- The Special London Bridge Special (1972) — Violinista en el tejado
- Nippon chinbotsu (1973) — Embajador Warren Richards
- Griff (13 episodios, 1973-1974) — Wade Griffin
- Rex Harrison Presents Stories of Love (1974)
- Earthquake (1974) (Terremoto) — Sam Royce
- Nevada Smith (1975) — Jonas Cord
- Man on the Outside (1975) — Wade Griffin
- Arthur Hailey's the Moneychangers (1976) — George Quartermain
- Roots (dos episodios, 1977) (Raíces) — John Reynolds
- SST: Death Flight (1977) — Marshall Cole
- The Hardy Boys/Nancy Drew] Mysteries (episodio "Hardy Boys and Nancy Drew Meet Dracula", 2 partes, 1977) — Inspector Hans Stavlin
- The Trial of Lee Harvey Oswald (1977) — Matthew Arnold Watson
- The Bastard (1978) — Obispo Francis
- The Little Brown Burro (1978) — Narrador (voz)
- Battlestar Galactica (21 episodios, 1978-1979) — Comandante Adama
- The Love Boat (tres episodios, 1979-1982) — Buck Hamilton, Buddy Bowers
- Klondike Fever (1980) (Fiebre del Klondike) — Sam Steele
- Galactica 1980 (10 episodios, 1980) — Comandante Adama
- Living Legend: The King of Rock and Roll (1980)
- Vega$ (dos episodios, 1980) — Emil Remick
- A Time for Miracles (1980) — Obispo John Carroll
- Aloha Paradise (un episodio, 1981) — Hombre de negocios
- A Gift of Music (1981) — Anfitrión
- Ozu no mahôtsukai (1982) — El Mago (voz)
- Code Red (12 episodios, 1981-1982) — Jefe de Batallón Joe Rorchek
- Police Squad! (un episodio, 1982) — Hombre apuñalado
- Heidi's Song (1982) — Abuelo de Heidi
- Highway to Heaven (un episodio, 1985) — Fred Fusco
- Noah's Ark (1986) — Noé (voz)
- Vasectomy: A Delicate Matter (1986) — Theo Marshall
- The Alamo: Thirteen Days to Glory (1987) — General Sam Houston